# Traian Vuia
Traian Vuia (Bujoru, 17 agosto 1872 – Bucarest, 3 settembre 1950) è stato un inventore romeno, pioniere dell'aviazione mondiale, che progettò, costruì e fece volare il primo aeroplano a propulsione interamente autonoma.
Si trattò in effetti del primo veicolo più pesante dell'aria che riuscì a decollare senza alcun aiuto esterno: infatti il veicolo di Traian Vuia si staccò da terra il 18 marzo 1906 (il velivolo dei fratelli Wright, il cui primo volo era avvenuto tre anni prima, decollò invece con l'ausilio di una catapulta, mentre il volo di Alberto Santos-Dumont avvenne qualche mese dopo). Con le sue invenzioni, Vuia dimostrò per primo che una macchina volante si può sollevare in aria pur viaggiando su ruote su una normale strada.

## Biografia
Traian Vuia nacque nel 1872 in una famiglia benestante ed erudita (la madre si chiamava Ana Vuia, che era la seconda moglie del padre,un prete, Simion Popescu) nel villaggio Surducu Mic (parte dell'ex comune Bujoru, a quel tempo appartenente al territorio dell'Impero austro-ungarico), che oggigiorno ha cambiato nome in Traian Vuia in onore dell'inventore.
Tra il 1884 e il 1892 frequenta gli studi presso il Liceo Romano-Cattolico di Lugoj; durante la sua permanenza lì, viene accolto calorosamente dalla famiglia di Coriolan Brediceanu, politico e avvocato romeno, il quale lo consiglierà, lo aiuterà e successivamente lo incoraggerà a proseguire nella sua carriera.
Già durante gli anni della scuola elementare e media, Vuia manifesta un'irresistibile attrazione per la meccanica applicata e per la fisica. A dieci anni assiste alle prime manifestazioni di aviazione e il piccolo Vuia coltiva una grande passione per gli aquiloni: analizzandoli nel dettaglio cerca di crearne di nuovi, perfezionandoli. Negli anni del liceo, appreso tutto ciò che poteva apprendere nei campi della fisica e della meccanica non gli basta più costruire gli aquiloni, ma prova anche a spiegare i fenomeni intorno ad essi, le forze che li spingono, li guidano, li sostengono nell'aria. Vuole capire il volo e come comandare il volo dell'aquilone a proprio piacimento.
Dopo essersi diplomato con massimi voti a Lugoj nel 1892, Vuia si iscrive alla Scuola Politecnica di Budapest. Segue gli studi serali della Meccanica per un anno, ma, in mancanza di soldi, è costretto ad intraprendere anche la strada della Giurisprudenza e di lavorare negli studio di avvocatura per mantenersi; tuttavia, pur non essendo appassionato di Diritto, riesce a far carriera in entrambe le sue occupazioni. Il 6 maggio del 1901 ottiene il Dottorato in Scienze Giuridiche con la tesi "Militarismo e industrialismo, il regime di Status e contractus".
Compiuti gli studi ritornò a Lugoj, dove continuò ad interessarsi al problema del volo umano progettando la sua prima macchina volante che denominò "aeroplan-automobil"(aeroplano-automobile) e che tentò di costruire; non avendo però sufficienti disponibilità finanziarie, non riuscì a portare a termine il suo progetto, così nel luglio del 1902, decise di recarsi a Parigi, sperando di trovare un finanziatore, in particolare tra gli appassionati di mongolfiere; quasi tutti tra questi ultimi però non credevano alla possibilità di far volare un veicolo più pesante dell'aria. Vuia si rivolse quindi a Victor Talin, noto teorico e sperimentatore che già nel 1879 aveva costruito un aeromodello; egli si dimostrò fin da subito interessato al progetto di Vuia, ma tentò comunque di farlo desistere, ritenendo che la sua macchina non potesse disporre di un motore adatto e non fosse sufficientemente stabile.
Traian Vuia tuttavia continuò a credere nel suo progetto e un anno dopo, il 16 febbraio 1903, lo mandò all'Accademia francese delle scienze (quindi, esattamente dieci mesi prima del volo dei fratelli Wright - 17 dicembre 1903), presentando sia la possibilità di volare con un mezzo più pesante dell'aria, sia il processo di decollo: il progetto venne rifiutato come utopico, con aggiunto il commento:
Il problema del volo con una macchina che pesa più dell'aria non può essere risolto e si tratta soltanto di un sogno.

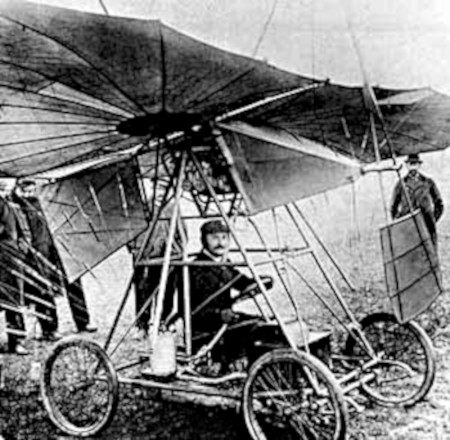
L'aereo di Traian Vuia

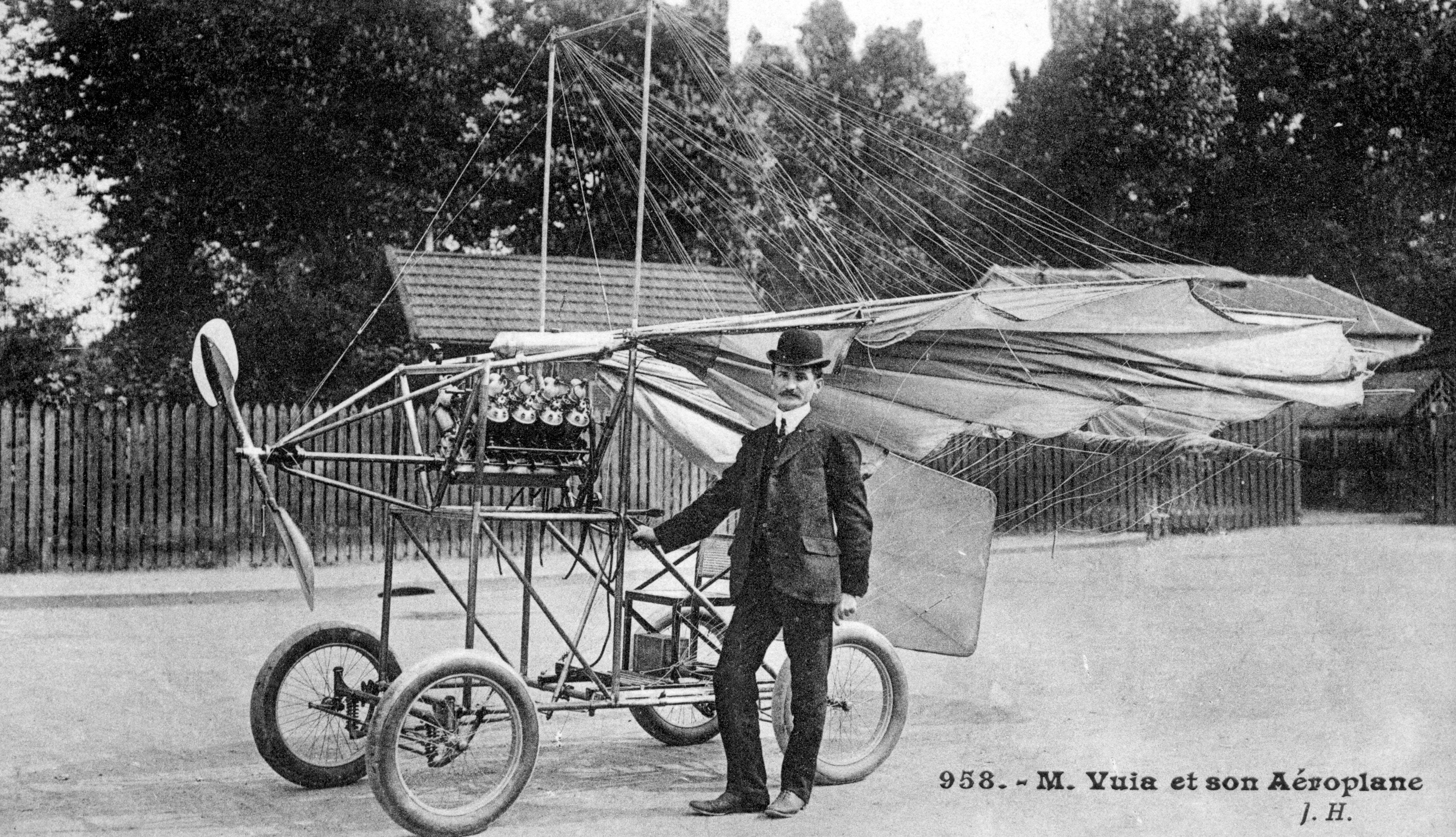
Traian Vuia e il suo aereo in una cartolina dell'epoca

Nonostante tutti questi rifiuti, Vuia non si arrese e presentò la richiesta per il brevetto, che gli venne concesso il 17 agosto 1903 e che venne pubblicato il 16 ottobre 1903 (rispettivamente quattro e due mesi prima del volo dei fratelli Wright). La sua invenzione brevettata prese il nome di aeroplan-automobil.
A partire dal 4 agosto 1919 divenne membro della Massoneria parigina insieme ad Alexandru Vaida-Voievod e agli altri membri della delegazione romena partecipanti alla Conferenza di Pace di Parigi.

## Vuia I
Nel frattempo, già dall'inverno 1902/1903 aveva iniziato a costruire la sua macchina, perfezionando nei minimi dettagli i piani originali ai quali aveva lavorato un anno prima a Lugoj. I problemi finanziari rimanevano, ma riuscì comunque a superarli, aiutato anche dal suo mentore, Coriolan Brediceanu: nell'autunno del 1904 iniziò finalmente a costruire il motore, anch'esso un suo progetto, e nello stesso anno ottenne il brevetto anche nel Regno Unito. Nel febbraio del 1905 l'intera parte meccanica è completata. La macchina prende il nome di Vuia I (soprannominato Il Pipistrello - in romeno: Liliacul) a causa della sua forma. Pesava 250 kg, aveva una superficie di sostegno di 14 m2 e un motore di 20 CV. Le prime prove sono cominciate nel 1905, senza le ali, come un'automobile, in modo da impratichirsi bene nella sua guida.
Il 18 marzo 1906, la macchina era pronta a tentare il decollo: a Montesson, vicino a Parigi, l'esperimento riuscì: dopo aver accelerato per una distanza di 50 metri, l'apparato si è alzato ad un'altezza di circa un metro per un tratto di 12 metri, dopodiché è atterrato.
Molti giornali dell'epoca francesi, statunitensi e britannici celebrarono l'impresa, mettendo soprattutto in luce il fatto che la macchina era riuscita a decollare con i suoi propri mezzi e su un terreno piatto, senza l'aiuto di rampe, rotaie o catapulte.
Una replica del Vuia 1 è conservata al Museo dell'aviazione di Bucarest.
Dopo questo successo, Vuia continuò a sperimentare e migliorare la propria macchina: nell'agosto dello stesso 1906 costruì una versione più aggiornata che chiamò Vuia I bis, mentre il suo aereo successivo, il Vuia II, equipaggiato con un motore Antoinette da 25 CV (19 kW), venne esposto nel 1907 al primo Salone Aeronautico di Parigi.
Traian Vuia non si occupò comunque soltanto di aerei: tra il 1918 ed il 1921 costruì infatti due prototipi di elicottero, dando un contributo non trascurabile allo sviluppo del decollo verticale, mentre un'altra sua invenzione, un generatore di vapore a combustione interna in grado di produrre vapore ad oltre 100 atmosfere, è alla base dei generatori di vapore tuttora utilizzati.
Nominato membro d'onore dell'Accademia di Romania, il 3 settembre 1950 morì a Bucarest, dove è sepolto nel Cimitero di Bellu.
In suo onore è stata cambiata la denominazione del suo paese natale e l'Aeroporto Internazionale di Timișoara porta il suo nome.